# 신세기 에반게리온 (만화)
《신세기 에반게리온》(新世紀エヴァンゲリオン)은 일본의 장편 만화로 신세기 에반게리온 애니메이션 판을 원작으로 하고 있으며 사다모토 요시유키가 그리고 가도카와 쇼텐이 출판하고 있으며 소년 에이스 잡지를 통해 1994년 12월부터 2013년 6월까지 연재되었다. 총 14권으로 구성되어 있으며 각 화마다 stage라는 명칭을 쓰고 있다.
초기에는 TVA 보다 연재가 더 빨리 시작되었으나 이내 TVA의 스토리 진행 속도에 추월되고 그 후 TV 시리즈가 끝난지 15년 만에 완결을 내게 되었다.